# Příbram (nádraží)

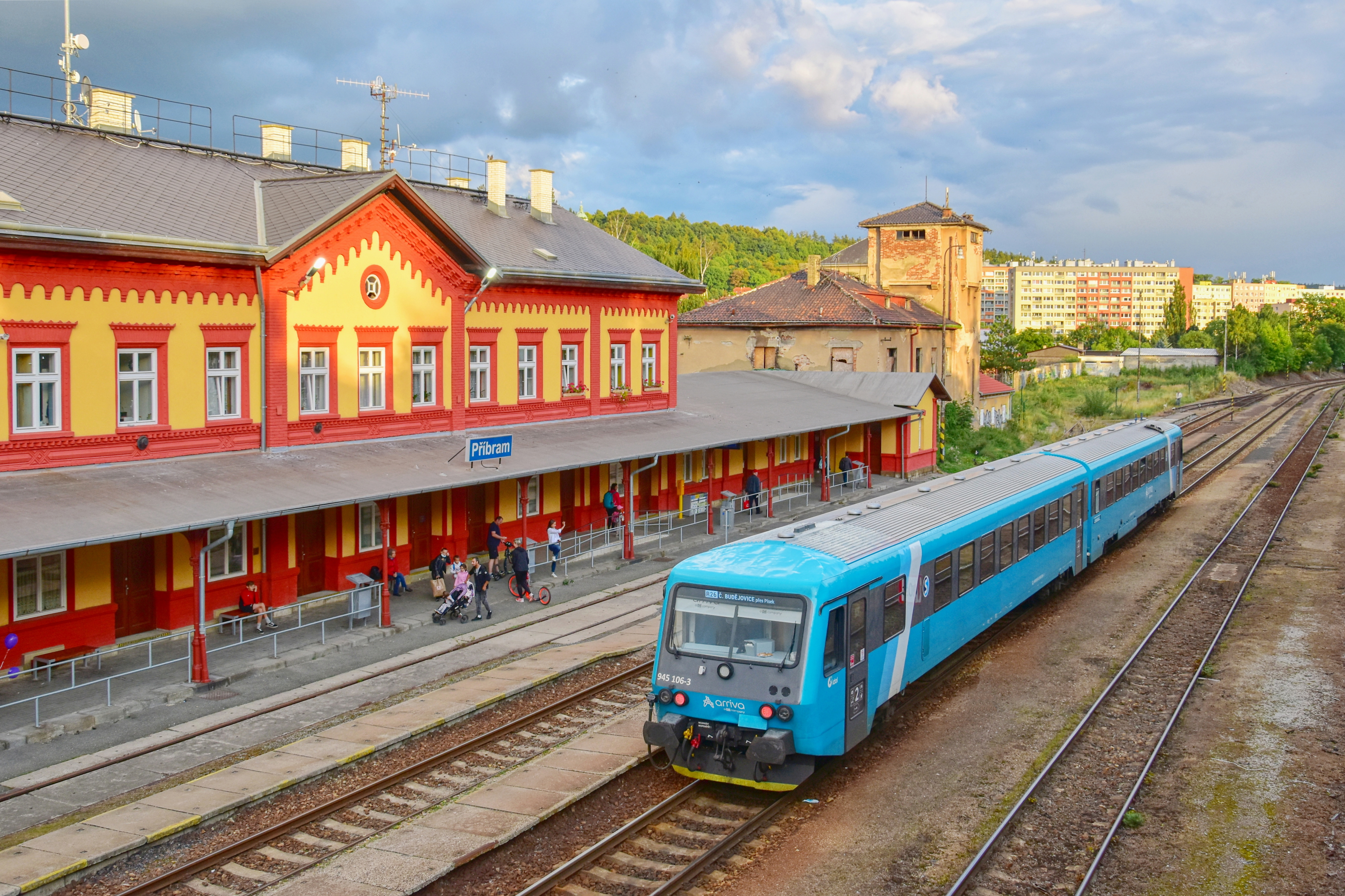
Vlak 945.106-3 přijel do stanice Příbram.

Příbram je železniční stanice v centrální části okresního města Příbram v Středočeském kraji odděleného od středu sídla Příbramským potokem. Leží na neelektrizované trati Zdice–Protivín. Nedaleko stanice se nachází městské autobusové nádraží.

## Historie
Stanice byla vybudována jakožto součást projektu společnosti Rakovnicko-protivínská dráha (RPD) spojující Protivín (napojení na Dráhu císaře Františka Josefa z České Budějovice do Plzně, trať Plzeň – České Budějovice) a Písek s železnicí do Prahy, na kterou se dráha napojuje ve Zdicích. Stanice vznikla podle typizovaného stavebního návrhu. 20. prosince 1875 byl s místním nádražím uveden do provozu celý nový úsek trasy z Protivína do Zdic, kterýmžto směrem roku 1876 pokračovala přes Beroun a Nižbor do Rakovníka. U březnického zhlaví vedle výpravní budovy byla zřízena lokomotivní vodárna.

## Popis
Stanicí prochází neelektrizovaná jednokolejná trať. Nachází se zde tři jednostranná úrovňová nástupiště (z toho jedno nepoužívané), k příchodu na nástupiště slouží přechod přes koleje. Pro překonání celého kolejiště slouží kovový most pro chodce na severní straně nádraží. V roce 2018 byla dokončena rekonstrukce výpravní budovy.